# 錫興魏爾湖
47°41′46″N 9°16′58″E / 47.696071°N 9.282692°E
錫興魏爾湖（德語：Siechenweiher），是德國的湖泊，位於該國西南部，由巴登-符騰堡州負責管轄，處於梅爾斯堡，面積0.02平方公里，海拔高度465米，平均水深1.3米，最大水深2.5米，水體容量3.1萬立方米。